# Frithiof Johansson
Anders Fritjof Johansson, född 20 oktober 1885 i Gullabo församling, Kalmar län, död 27 oktober 1963 i Gullabo församling, Kalmar län, var en svensk folkmusiker.

## Biografi
Frithiof Johansson föddes 1885 i Gullabo socken. Han började spel fiol och tog lektioner av Viktor Andersson i Fagereke. Han avled 1936 i Markaryds socken.

## Upptecknade låtar
Upptecknade låtar år 1932 av Olof Andersson efter Johansson.
- Polkett i G-dur.[3]
- Visa i G-dur.[3]
- Polkett i G-dur, efter Viktor Andersson.[3]
- Polkett i G-dur, efter Viktor Andersson.[3]